# Fustis extuta
Fustius extuta là một loài bướm đêm thuộc họ Erebidae. Loài này có ở miền bắc Thái Lan.
Sải cánh dài khoảng 11 mm. 